# Altidona
Altidona est une commune italienne d'environ 3 540 habitants, située dans la province de Fermo, dans la région Marches, en Italie centrale.

## Administration
| Période                                  | Période      | Identité           | Étiquette          | Qualité |
| ---------------------------------------- | ------------ | ------------------ | ------------------ | ------- |
| 13 avril 2008                            | 26 mai 2013  | Graziano Paliarini | Liste Civique (SE) | Maire   |
| 26 mai 2013                              | 10 juin 2018 | Enrico Lanciotti   | Liste Civique (SE) | Maire   |
| 10 juin 2018                             | en cours     | Giuliana Porrà     | Liste Civique (SE) | Maire   |
| Les données manquantes sont à compléter. |              |                    |                    |         |

### Hameaux
Marina di Altidona

### Communes limitrophes
Campofilone, Fermo, Lapedona, Pedaso